# Pnin
Pnin ist der vierte in englischer Sprache verfasste Roman von Vladimir Nabokov. Nabokov begann ihn 1953 und beendete ihn 1955. Das Kapitel 1 erschien am 28. November 1953 im New Yorker, ebenfalls dort die Kapitel 3, 4 und 6 im Laufe des Jahres 1955. Das vollständige Buch in sieben Kapiteln wurde 1957 veröffentlicht. Im Jahr 1960 erschien die erste, 1994 eine zweite deutsche Übersetzung.
Namensgeber des Werkes ist dessen Hauptfigur: Timofei Pnin, ein stets tragikomischer, zum Unglück neigender Antiheld, ein ältlicher, liebenswerter und feinsinniger Collegeprofessor in den USA während der 1950er-Jahre.

## Handlung

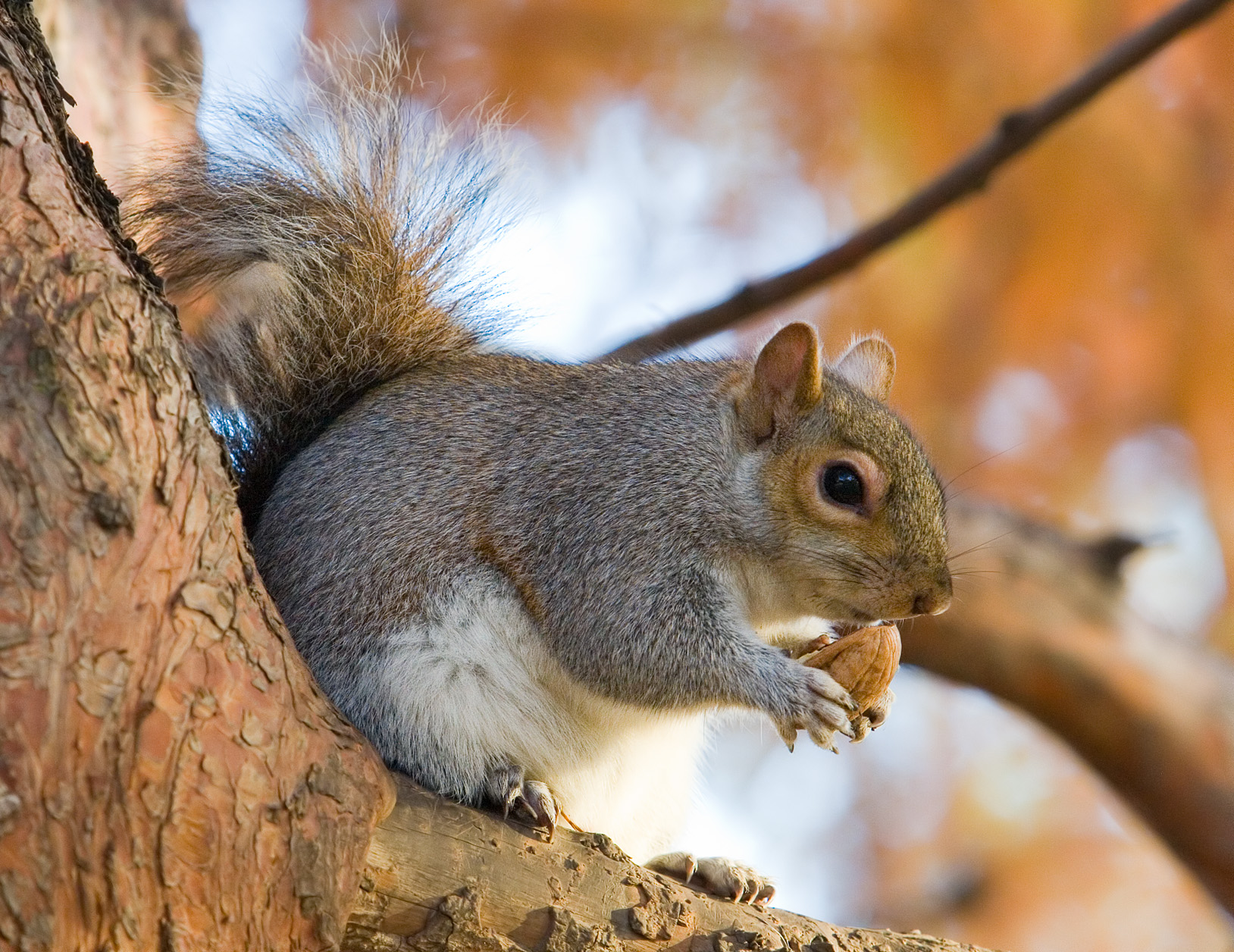
Der Schatten des Grauhörnchens (Maar) taucht in jedem Kapitel auf.

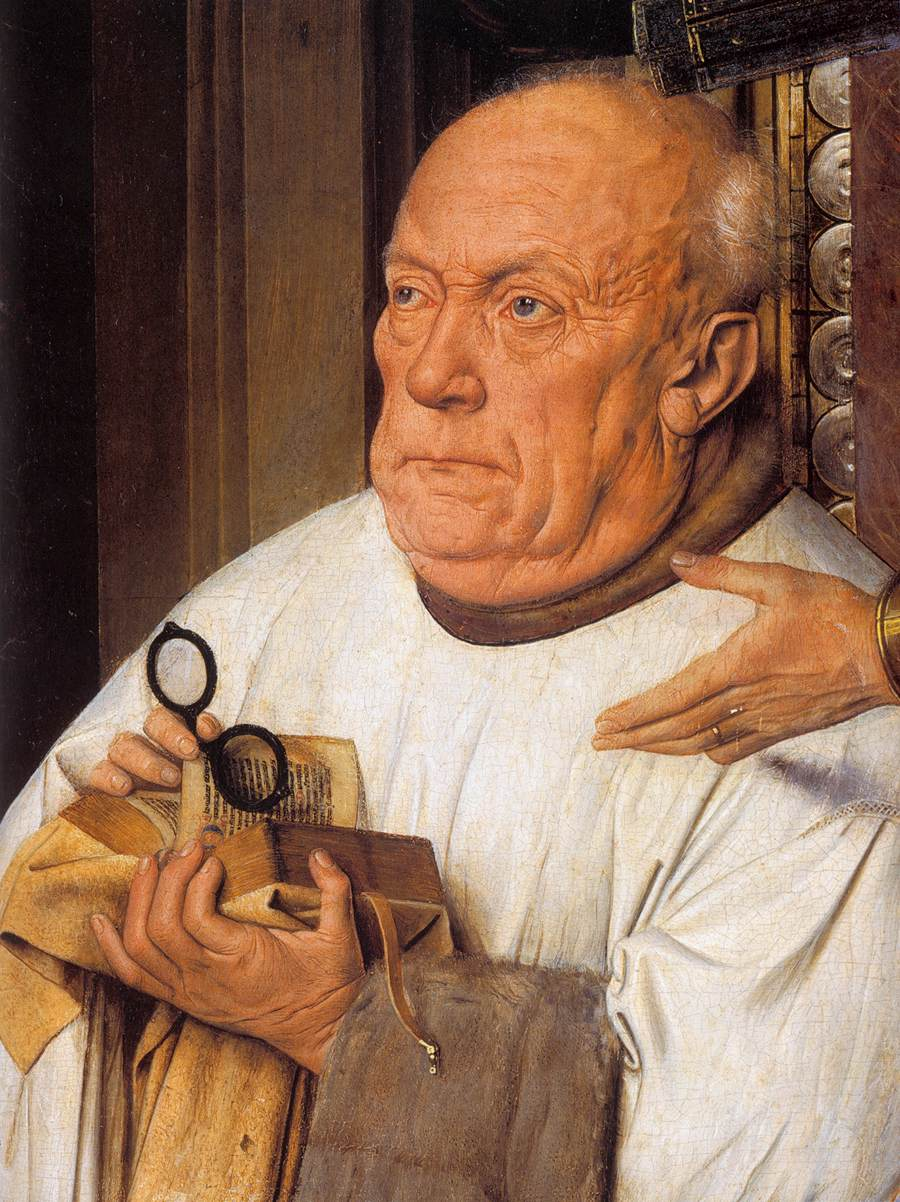
Ein wahrer Freund ist Pnins Vermieter Laurence Clements, der dem Kanonikus Van der Paele in Jan van Eycks Madonnenbildnis gleicht (Ausschnitt, 1436).

Professor Pnin gilt am provinziellen College von Waindell im Staat New York, je nach Ansicht, als rührend altmodischer Gelehrter, akademisches Original, europäisches Kleinod oder als unmöglicher Kauz. In seinen kaum besuchten Kursen lehrt er Russisch und russische Literatur, seine – im Amerika des Kalten Krieges nutzlose – Muttersprache.
Sein Leben sieht Professor Pnin vorwiegend gekennzeichnet von Verlusten. Er verlor als Jugendlicher kurz hintereinander seine beiden sehr geliebten Eltern, bald darauf seine geliebte Heimat an die Bolschewiki, seine große Jugendliebe an die Mörderhände der SS im Holocaust, seine neuen Zufluchten, Prag und Paris, an die einmarschierende Wehrmacht und die Liebe seiner Frau Lisa schließlich auf dem Schiff, das ihn 1940 nach Amerika bringt, an einen anderen, smarteren Mann.
Professor Pnin ist ein Verlierer und ein Verlorener, in vielfältiger Art entwurzelt und bleibt in Amerika stets ein Fremdkörper, auch wenn er nach vielen Jahren mit nur einem Nansen-Pass die neue Staatsbürgerschaft stolz und freudig annimmt. Mit der amerikanischen Kultur, oder, wie er es begreift, dem gänzlichen Fehlen von Kultur, kommt er nur mühsam zurecht. Er erlernt die englische Sprache nur schwer und spricht sie so gebrochen, dass er auch nach Jahren für die Formulierung seiner Vorlesungen und Vorträge die Hilfe eines Assistenten benötigt. Nach mehr als einer Dekade ist es ihm noch immer nicht gelungen, sich in Amerika ein Zuhause zu schaffen, auch nicht in Waindell, weil er sich offenbar in der neuen Welt nicht zuhause fühlt. So wird Waindell zu Beginn des Buches als „universitärer Unterschlupf“ bezeichnet.
Ein durchgängiges Motiv des Romans sind die Fortschritte Pnins, sich in Amerika häuslich einzurichten. Er wohnt zunächst in Lehrkörperwohnheimen oder zur Untermiete. Zaghaft versucht er, in einer ehemaligen Rumpelkammer der Universität ein eigenes Büro zu seinem bescheidenen, aber privaten Kabinett seiner Gelehrsamkeit einzurichten, es zu „pninisieren“. Durch einen bald darauf dort ebenfalls einquartierten und Pnin zutiefst unsympathischen Professor aus Österreich und dessen Hund wird dieser Versuch zunichtegemacht. Privat gelingt es ihm allmählich, das zunächst ganz unsentimentale Untermietverhältnis in das eines Hausgastes mit Familienanschluss zu überführen, bis die Tochter seiner Vermieter nach ihrer gescheiterten Ehe wieder zuhause einzieht – für Pnin ein neuer Verlust. Nach einem unbefriedigenden Intermezzo als Untermieter bei zwei greisen Brüdern schafft er endlich den Sprung und schafft sich ein Heim. Er wird Herr seines eigenen Häuschens, nur um auf seiner Einweihungsparty zu erfahren, dass der Direktor seines Lehrstuhls Waindell zu verlassen gedenkt und sein Nachfolger ausgerechnet N. ist. Da Pnin aus persönlichen Gründen jegliche Zusammenarbeit mit oder besser unter N. ablehnt, muss er seine Stellung am College aufgeben und sich anderswo um einen Lehrauftrag bemühen. Professor Pnin ist wieder heimatlos.
All diese Verluste, die großen und kleinen Niederlagen, trägt Pnin tapfer. Sein Motto ist: „Man muss sich dem Schicksal stellen.“ Trotz aller Nackenschläge des Schicksals verzweifelt er nicht. Er ist ein im Grunde heiterer, optimistischer Geist. Andererseits ist er sich der Heimtücke belebter und unbelebter Objekte und vor allem des Zufalls stets peinlich bewusst. Deshalb ist er übervorsichtig und auf eine umständliche Art aufwändig bemüht, Unglücke nicht zu vermeiden, sondern auszuschließen, nur um dann sein unglückliches Schicksal umso sicherer zu erfüllen und zielgenau in neue, ganz andere Unglücke zu geraten.
Seine Übervorsichtigkeit und Angst beziehen sich auch auf seinen Körper, dessen Befindlichkeit er stets argwöhnisch beobachtet. Gelegentlich auftretende Herzrhythmusstörungen weiß Nabokov mit traumhaften Visionen der Vergangenheit zu verbinden und so dem Leser in Einschüben geliebte Personen der Vergangenheit oder weit zurückliegende Erlebnisse Pnins vorzustellen.

## Der Erzähler N.
Der Leser sieht alles durch die Augen des Pnin beobachtenden Erzählers N. Vermutungen, mit N. könnte Nabokov seine eigene reale Person in den Roman eingebracht haben, scheitern an der biografischen Realität. N. ist, obwohl selbst eine Figur des Romans, über weite Strecken ein allwissender Erzähler, der sich sogar wiederholt direkt an den Leser wendet. Er verfügt über genaue Kenntnis der Gefühlslage Pnins in jedem Moment, er vermag die Handlung des Romans an jedem beliebigen Schauplatz zu beschreiben, ohne Rücksicht auf die eigene Anwesenheit dort oder die von Pnin, nimmt dann aber plötzlich wieder die Rolle eines Ich-Erzählers auf, der mit Pnin zumindest einen Teil seiner Vergangenheit und die Liebe Lisas teilte und behauptet, ihn 40 Jahre lang nicht gesehen zu haben. Möglicherweise wegen dessen einstigem Verhältnis mit Lisa versucht Pnin immer wieder, N. auf Distanz zu halten.

## Form der Erzählung
Die Geschichte präsentiert sich nicht als klassischer Roman mit einem durchlaufend erzählten Handlungsstrang. Stattdessen reihen sich Kapitel von unterschiedlicher Länge als scheinbar lose Folge von Erzählungen aneinander. Im Zentrum steht stets Pnin, der in immer neuen Zusammenhängen gezeigt wird: Pnin in der Bahn, auf dem Weg zu einem Vortrag. Pnin als Untermieter. Pnin als Dozent im Kampf mit der englischen Sprache. Pnin und das Zusammentreffen mit seiner ihn noch immer ausnutzenden Exfrau Lisa. Pnin und Lisas Sohn Victor, für den Pnin Geld und väterliche Gefühle aufbringt. Pnin in Gesellschaft anderer Exilrussen. Pnin als Hausherr und Gastgeber. Zunächst noch kaum verbunden, schließen sich diese Beschreibungen schließlich kunstvoll zu einem Kreis, in dem das Ende des Romans zugleich auch dessen Anfang ist.
Das Buch, das sich vordergründig als unspektakuläre Annäherung an die leicht lächerlich wirkende Person Pnins präsentiert, ist durchwoben von einem komplexen Geflecht aus Beziehungen, Andeutungen, Hinweisen, Motiven und Symbolen. Der Roman bezaubert vor allem durch die filigrane, fein verästelte Geschichte, die hinter der Figur Pnins immer durchscheint. So verbindet Nabokov in Pnin heitere, an Puschkin erinnernde Leichtigkeit mit den Abgründen menschlicher Tragik.

## Rezeption
Die Figur des Professor Pnin wird auch in Nabokovs Fahles Feuer von 1962 erwähnt.

## Ausgaben (Auswahl)
- Pnin. Heinemann, 1957
  - Pnin. Übersetzt von Curt Meyer-Clason. Rowohlt, Reinbek 1960
  - Pnin. Übersetzt und Herausgegeben von Dieter E. Zimmer. Rowohlt, Reinbek 1994, Sonderausgabe 2004
  - Pnin. Ulrich Matthes liest "Pnin" in der Übersetzung von Dieter E. Zimmer. Audioverlag 2002. Das Hörbuch wurde 2003 mit dem Deutschen Hörbuchpreis 2003 für Beste Unterhaltung und als Hörbuch des Jahres 2002 ausgezeichnet.